# Зачарований будинок
«Зачарований будинок» («La casa stregata») — італійська кінокомедія 1982 року, знята режисером Бруно Корбуччі, з Ренато Поццетто і Глорією Гвідою у головних ролях.

## Сюжет
У темряві віків пролунало закляття чаклунки, яка обурилася, побачивши свою доньку в обіймах сарацинського воїна, і промовила: «Перетворюю вас на соляні стовпи, і не раніше, ніж через 1000 років, ваші душі зможуть знайти одна одну. У тому разі, якщо реінкарнація дівчини до цього дня залишиться чистою, сила закляття зникне!». Тисяча років пролетіла, як одна мить… І основна дія картини відбувається в наші дні. Молодий бухгалтер Джорджо, який не вирізняється красою та спритністю, збирається одружитися з красунею Кандідою, але вона вважає за краще, щоб її обранець спочатку знайшов місце проживання для майбутньої сім'ї. Завдяки випадку, він за безцінь знімає віллу, в якій, щоправда, мешкають привиди, але Джорджо це не лякає. Герой фільму не особливо дивується, навіть коли його пес Гаетано починає з ним розмовляти людською мовою і розповідає історію про стародавнє закляття…

## У ролях
- Ренато Поццетто: Джорджо Аллегрі
- Глорія Гвіда: Кандіда Меленго
- Йорго Воягіс: Омар, привид
- Лія Дзоппеллі: Анастасія
- Анджело Пеллегріно: Ельпідіо, садівник
- Лео Гаверо: менеджер банку
- Франко Діогене: агент з нерухомості
- Вітторіо Ріпамонті: Дон Альвіно
- Нікола Мореллі: Альбані
- Бруно Корбуччі: ветеринар
- Марільда Дона: Лючія, покоївка
- Фернандо Черуллі: Баттістіні, агент з нерухомості
- Альдо Раллі: колега Аллегрі
- Ріта Форцано: колега Аллегрі
- Анджело Нікотра: колега Аллегрі
- Тоні Шарф: грабіжник
- Маріо Донатоне: консьєрж готелю

## Знімальна група
- Режисер: Бруно Корбуччі
- Сценарій: Маріо Амендола, Бруно Корбуччі, Енріко Ольдоїні
- Продюсер: Маріо Чеккі Горі, Вітторіо Чеккі Горі
- Оператор: Енніо Гарньєрі
- Монтаж: Даніеле Алабізо
- Спецефекти: Антоніо Коррідорі
- Композитор: Детто Маріано
- Художники: Джантіто Бурк'єлларо, Бруно Амальфітано
- Костюми: Джулія Мафаї
- Грим: Альфредо Тібері, П'єр Антоніо Мекаччі, Джанфранко Мекаччі